# Margo Mulyo (Bayung Lencir)
Margo Mulyo is een bestuurslaag in het regentschap Musi Banyuasin van de provincie Zuid-Sumatra, Indonesië. Margo Mulyo telt 2284 inwoners (volkstelling 2010).